# Durán
Durán (znane również jako: Eloy Alfaro) – miasto w Ekwadorze, położone w prowincji Guayas. Posiada około 230 tys. mieszkańców (2010).